# Rems-Murr-Kreis
Rems-Murr-Kreis là một huyện (Landkreis) ở giữa Baden-Württemberg, Đức. Các huyện giáp ranh là (từ phía bắc theo chiều kim đồng hồ) Heilbronn, Schwäbisch Hall, Ostalbkreis, Göppingen, Esslingen, thành phố không thuộc huyện Stuttgart and the district Ludwigsburg.

## Lịch sử
Huyện được lập năm 1973, khi huyện Waiblingen được sáp nhập vào phần lớn huyện Backnang và một vài đô thị từ huyện Schwäbisch Gmünd.

## Địa lý
Phần lớn huyện này tọa lạc ở vùng núi Swabia-Franconia (Schwäbisch-Fränkischer Wald). Huyện được đặt tên theo hai sông Rems và Murr.

## Xã và thị trấn
| Thị trấn                                                                                               | Xã | |
| --- | --- | --- |
| 1. Backnang 2. Fellbach 3. Murrhardt 4. Schorndorf 5. Waiblingen 6. Weinstadt 7. Welzheim 8. Winnenden | 1. Alfdorf 2. Allmersbach im Tal 3. Althütte 4. Aspach 5. Auenwald 6. Berglen 7. Burgstetten 8. Großerlach 9. Kaisersbach 10. Kernen 11. Kirchberg an der Murr 12. Korb | 1. Leutenbach 2. Oppenweiler 3. Plüderhausen 4. Remshalden 5. Rudersberg 6. Schwaikheim 7. Spiegelberg 8. Sulzbach an der Murr 9. Urbach 10. Weissach im Tal 11. Winterbach |